# Alexandra Roach
Alexandra Roach, née le 20 août 1987 à Ammanford, (Pays de Galles, Royaume-Uni), est une actrice britannique.

## Filmographie

### Cinéma
- 2011 : La Dame de fer : Margaret Thatcher jeune
- 2012 : Night of the Loving Dead : Felicity
- 2012 : Anna Karénine : Comtesse Nordston
- 2012 : Private Peaceful (en) : Molly Monks
- 2012 : Electric Cinema: How to Behave : la femme des temps modernes
- 2013 : Trap for Cinderella : Do
- 2013 : One Chance de David Frankel : Julz
- 2013 : The Night : une fille
- 2014 : Salsa Fury : Helen
- 2016 : Le Chasseur et la Reine des Glaces (The Huntsman: Winter's War) de Cédric Nicolas-Troyan : Doreena
- 2019 : Alex, le destin d'un roi (The Kid Who Would Be King) de Joe Cornish : Mme Foster
- 2019 : A Guide to Second Date Sex de Rachel Hirons : Laura

### Télévision
- 2010 : The IT Crowd : la sténographe (1 épisode)
- 2011 : Being Human : La Confrérie de l'étrange : Sasha (1 épisode)
- 2011 : Candy Cabs : Beth Patridge (3 épisodes)
- 2011 : Les Soupçons de monsieur Whicher : Constance Kent
- 2011 : Flics toujours (New Tricks) : Nina Ward (1 épisode)
- 2012 : Loserville : Kathryn
- 2012 : Hunderby : Helene (8 épisodes)
- 2013 : Vicious : Chloe (1 épisode)
- 2013 : The Thirteenth Tale : Hester Barrow
- 2013 - 2014 : Utopia : Becky
- 2015 : No offence : Joy Freers
- 2017 : Inside No. 9 : Nina/Charlotte (1 épisode)
- 2017 : Black Mirror : Carrie (1 épisode)
- 2019 : Bienvenue à Sanditon : Diana Parker (7 épisodes)
- 2019 : Killing Eve : Rhian Bevan (2 épisodes)
- 2023 : Bodies : Maggie (saison 1)
- 2024 : Nightsleeper (mini-série) : Abby Aysgarth